# Albeni
Albeni é uma comuna romena localizada no distrito de Gorj, na região de Oltênia. A comuna possui uma área de 45.11 km² e sua população era de 2925 habitantes segundo o censo de 2007.